# Wolfgang Kittel
Pour les articles homonymes, voir Kittel (homonymie).
Wolfgang Alexander Kittel (né le 11 novembre 1899 à Charlottenbourg, mort le 27 février 1967 à Bad Homburg vor der Hohe) est un joueur professionnel allemand de hockey sur glace avant une carrière dans l'aviation civile.

## Biographie
Kittel est le fils du docteur Miesko Kittel (1856-1923), spécialiste des maladies rhumatismales goutteuses à Franzensbad et Meran, et sa première épouse, Auguste Juliane Alice Reschke (1869-1925). Kittel va au gymnasium d'Eger et l'internat de Cilli. Après l'école d'officiers à Innsbruck, il se trouve dans un régiment autrichien des Kaiserjäger lors des batailles de l'Isonzo. Après la Première Guerre mondiale, il passe peu de temps dans la Baltique, dans un corps franc. Il étudie dans les universités techniques de Munich et de Berlin sans obtenir de diplôme. De 1924 à 1928, il travaille dans le groupe Lohmann.
Kittel se marie le 17 juillet 1922 à Budapest avec Carola Mathilde Elfriede Remy. Le mariage est sans enfant et le divorce est prononcé à Berlin en 1939.

## Carrière en tant que joueur de hockey sur glace
Wolfgang Kittel a une très brève carrière de joueur professionnel de hockey sur glace, de 1926 à 1928. Il est cependant champion d'Allemagne en 1928 avec le Berlin SC.
Wolfgang Kittel a deux sélections avec l'équipe nationale. Il participe aux Jeux olympiques de 1928 à Saint-Moritz et au Championnat d'Europe 1927 où l'Allemagne prend la médaille de bronze.

## Carrière dans l'aviation
En 1928, Kittel se rend à Barranquilla, en Colombie, où il travaille jusqu'en 1938 pour la SCADTA (Société colombo-allemande des transports aériens). En 1938, il retourne en Allemagne pour des raisons de santé. Il s'occupe d'abord de la collecte de documents sur ses ancêtres non juifs en Pologne avant de trouver un emploi chez Deutsche Lufthansa en 1939. Il assume une représentation à Bathurst en Gambie, colonie britannique, et est déporté en Angleterre en 1939 en raison de son poste de consul allemand. Il est ensuite éloigné vers le Canada à bord du SS Arandora Star. Le navire est torpillé et coulé par le sous-marin allemand U-47 commandé par Günther Prien le 2 juillet 1940 à 6h58. Kittel est récupéré par le destroyer canadien St. Laurent vers 16h00. Il revient en Angleterre puis est expulsé le 12 juillet avec le HMT Dunera en direction de l'Australie.
À bord du Dunera, devant Le Cap, il aide l'equipage anglais à étouffer une mutinerie. Il est alors envoyé à Londres sur un paquebot, afin de pouvoir témoigner du déroulement devant la cour martiale. Les allées et venues de Kittel jusqu'à Noël 1940, qu'il passe dans la Dunluce House, à Ramsey, sur l'île de Man, ne sont pas documentés. Dans cette villa, on accueille des personnalités et des diplomates allemands.
Il y rencontre son futur beau-père, Werner Gerlach, professeur universitaire en pathologie et consul général d'Allemagne à Reykjavík (Islande), que les Anglais ont déporté en Angleterre en mai 1940 avec sa famille. Kittel prendra comme seconde épouse Ingeborg Gerlach, la fille aînée de Gerlach, à Paris en 1943. Ce mariage donnera deux fils : Werner Kittel (né le 3 mars 1945 à Garmisch-Partenkirchen), fondateur des archives Kittel, et Gerd Kittel (né le 17 novembre 1948 à Düsseldorf), médecin et photographe.
On ne dispose d'aucun document sur sa localisation jusqu'au printemps 1943, date à laquelle il se fiance à Ingeborg Gerlach, après avoir été visiblement rapatrié. De 1943 à l'internement anglais de 1945 à 1947, il dirige la société Bauer & Schaurte à Neuss, société fabricant de vis à haute résistance, appartenant à Werner T. Schaurte, que les anglais avaient arrêtés au Canada où il chassait en compagnie du comte Lothar von Hoensbroech; Schaurte et Hoensbroech avaient également été internés à Dunluce House.
Après avoir été interné par l'armée anglaise (1945-1947) en raison d'une dénonciation sans fondement de sa sœur Elsa Kittel épouse Löffler, il travaille pendant plusieurs années chez le fabricant de boîtes de conserve imprimées Matthes-Fischer-Werke à Düsseldorf-Oberkassel.
Il est ensuite embauché par la nouvelle Lufthansa à Cologne de 1952 à 1953, en 1954 à Hambourg. De 1955 à 1959, il est directeur général pour l'Amérique du Nord et l'Amérique centrale à New York, puis de 1960 à 1965 au conseil d'administration.
Il est nommé directeur général de l'Office national allemand du tourisme après sa retraite de Lufthansa jusqu'à sa mort en 1967 à Bad Homburg.